# قلعه پوکی
قلعه پوکی (هلندی: Kasteel van Poeke) قلعه‌ای است در نزدیکی پوکی، شهر کوچکی در بخش آلتر در استان بلژیک شرق فلاندر است. این قلعه که در ۵۶ هکتار پارک (۱۴۰ هکتار) واقع است، توسط آب احاطه شده و از طریق پل‌ها در جلو و عقب ساختمان قابل دسترسی است. قلعه پوکی در ارتفاع ۱۵ متری قرار دارد.

## تاریخچه

### ساخت و ساز

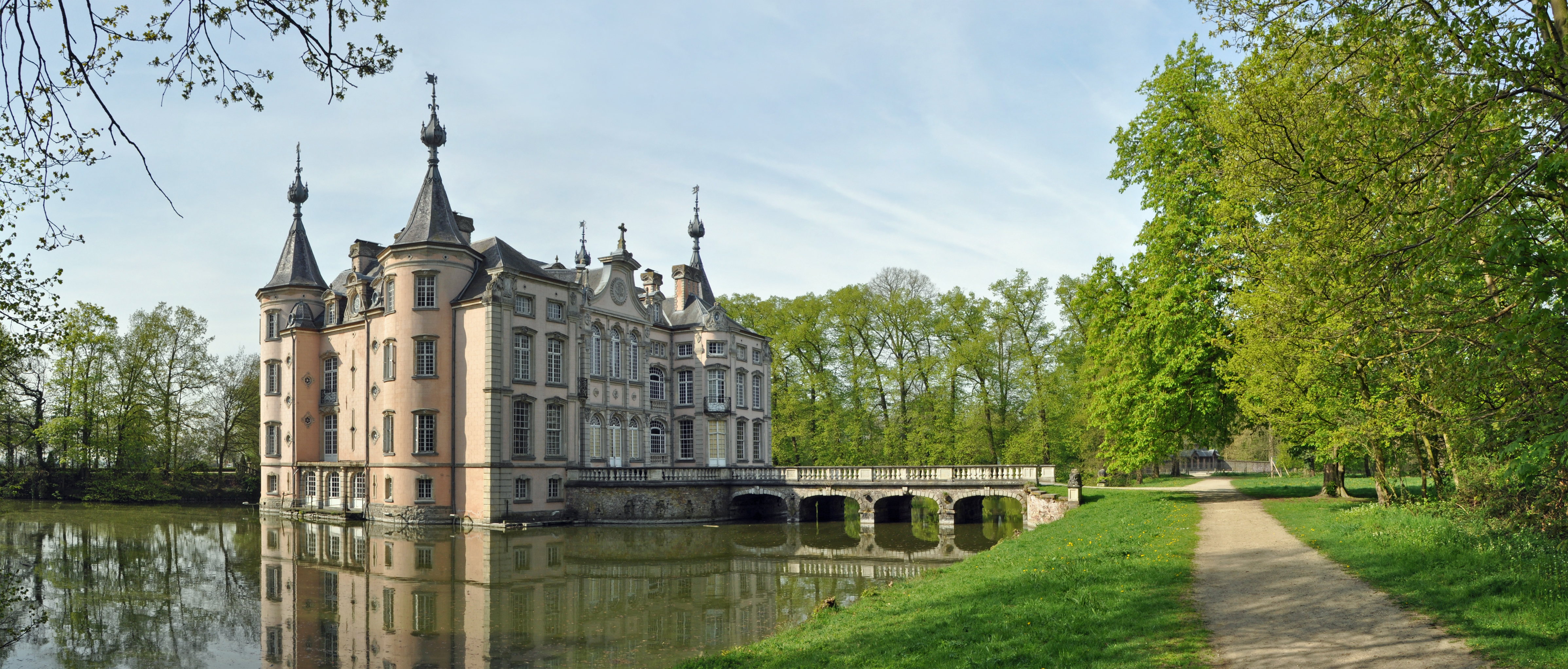
نما از شمال‌شرق

هنوز مشخص نیست که چه زمانی استحکامات اولیه در پوکی ساخته شد، اما برخی منابع به ساخته شدن آن بعد از ۱۱۳۹ اشاره می‌کنند. این قلعه در زمان درگیری بین نیروهای لوئیز دوم فلاندر و شهر گنت در سال ۱۳۸۲ نقش برجسته‌ای ایفا کرد.
اربابان پوکی واسلان وفادار به برخی از فلاندرها بودند، و با آنها نیز ازدواج کردند. به عنوان مثال، آناستازیا ون اولورت، همسر دوم ائولارد سوم پوکی، به عنوان همسر دوم خود رابرت از فلاندر، فرزند نامشروع لوئیز دوم ازدواج کرده بود.

### تخریب
در جریان شورشی که در ۱۴۵۲ در گنت علیه پادشاه فیلیپ د گود انجام گرفت، این قلعه توسط شبه نظامیان گنت تصرف شد. در ۵ ژوئیه ۱۴۵۲ فیلیپ آن را تسخیر کرد و شبه نظامیان گنت را اعدام نموده و سپس قلعه را ویران کرد. بازسازی قلعه به احتمال زیاد بیش از یک قرن طول کشید. پس از درگذشت ژان سوم پوکی در ۱۵۶۳، سلطنت به تملک خاندان دمستیینگ، و خویشاوندان این خاندان درآمد.

### پیک دو پتیگام
در سال ۱۸۷۲، بارون ویکتور پیک دو پتیگام (۱۸۳۵–۱۸۳۵)، از شهرستان اودنرد، املاک آن را خریداری کرد. وی بلافاصله شروع به بازسازی آن کرد و بازسازی تا سال ۱۸۷۵ به طول انجامید. طبقه سوم در یک سقف بالاتر ادغام شد و فضای داخلی و باغ‌ها نیز بازسازی شدند. آثار باقیمانده داخل آن تقریباً مربوط به قبل از ۱۸۷۲ است. علاوه بر این، باغ فرانسوی به یک باغ انگلیسی تبدیل شده‌است. آخرین فرزندان بارون بورگماستر و بارونس اینس پیک دو پتیگام، آخرین ساکنان این قلعه بودند. در وصیت نامه خود به مورخ ۱۹۵۱ نوشته‌است کل دارایی‌ها را به مؤسسات خیریه ("مدارس کاتولیک مستعمره ها") اهدا کرده‌است، پس از مرگ او در سال ۱۹۵۵ دارایی‌ها وقف مؤسسات خیریه شد

### بازسازی
مارکوس آنتونیوس هایلی بازسازی قلعه را از سال ۱۶۵۸ تا ۱۶۶۴ در دست گرفت و در سال ۱۶۷۱ آن را تکمیل کرد. اینکه فعالیت‌های این قلعه چه بوده‌است مکشوف نیست، زیرا منابع تاریخی این دوره به وقایع این قلعه نمی‌پردازد. بعدها، چارلز فلورنت آیدسبلاد، بورگریو از نیوپورت، اومبرگون از سنت لیون و اسکونبرگن، بارون پوکی و لرد نویل، کین گم ولانی (۱۷۱۶–۱۷۱۷)، کارهای برجسته ای بین سالهای ۱۷۴۳ و ۱۷۵۲ در این قلعه انجام دادند.

## وضعیت کنونی

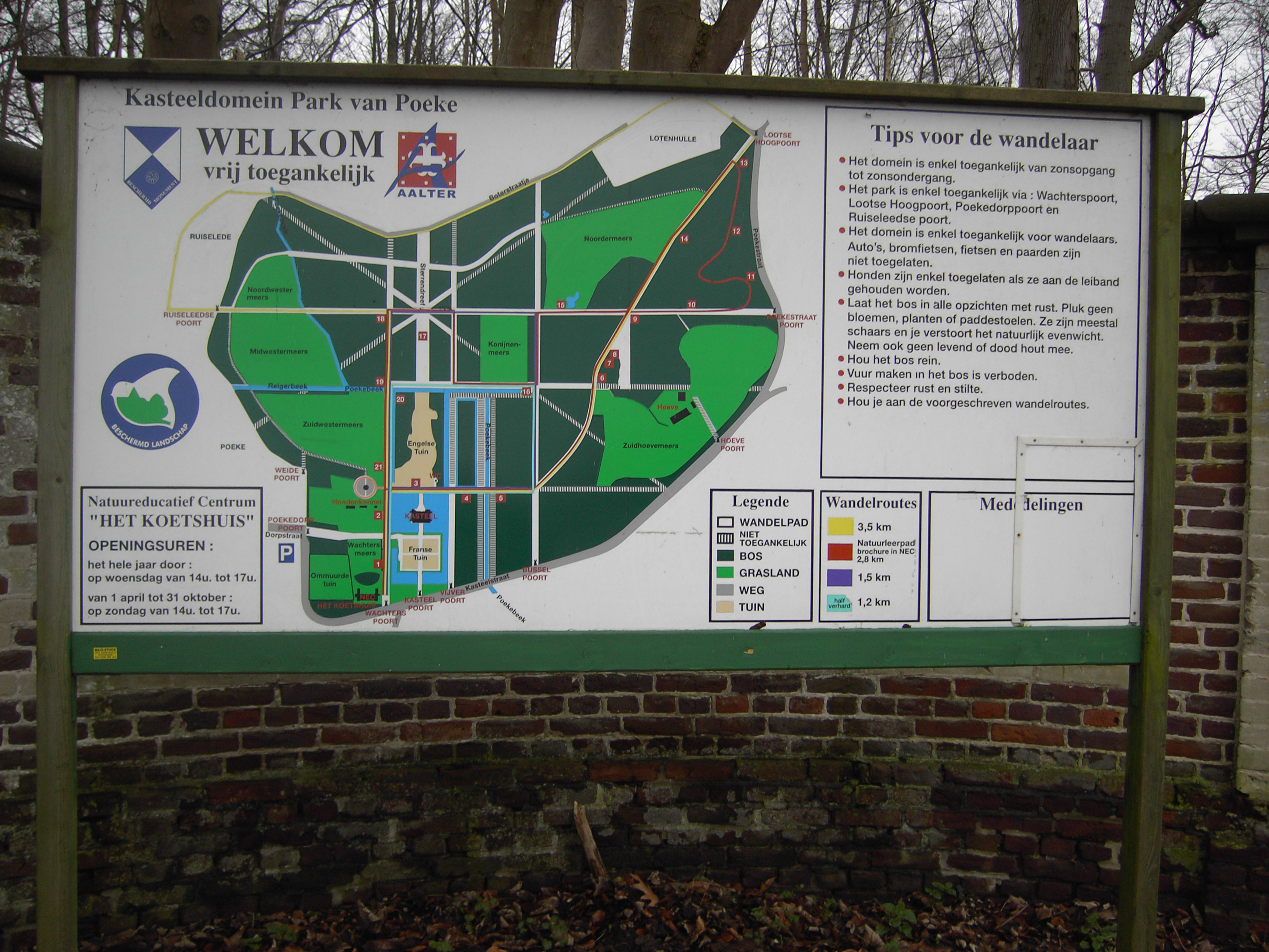
نقشه زمین‌های قلعه

در سال ۱۹۷۷ میلادی قلعه و ۵۶ هکتاری آن به دارایی‌های شهرداری آلتر تبدیل شد که اکنون از آن برای برگزاری جلسات و جشن‌های فرهنگی استفاده می‌کند. این مکان به عنوان محل فیلمبرداری صحنه‌های داخلی و خارجی برای تولید اچ بی او / بی‌بی‌سی در سال ۲۰۱۲ به کار گرفته شد.
قلعه Poeke در ۱۳ اکتبر ۱۹۴۳ به یک یادبود ملی رسمی تبدیل شد. همچنین در سال ۱۹۷۸ به عنوان یک منطقه حفاظت‌شده اعلام شد.